# Кріс Кайл
Крістофер Скотт «Кріс» Кайл (англ. Christopher Scott "Chris" Kyle; 8 квітня 1974, Одеса, США — 2 лютого 2013, Техас) — головний старшина ВМС США, «морський котик». Відомий як найрезультативніший снайпер в історії США — 255 уражених цілей, з яких 160 офіційно підтверджено Міністерством оборони США. 

## Ранні роки
Кріс Кайл народився в містечку Одеса, штат Техас, у родині Дебі Лінн та Вейна Кенета Кайла, диякона та вчителя суботньої школи. З восьми років батько почав брати сина на полювання і вчити стріляти оленів. У 8 років отримав у подарунок від батька гвинтівку Springfield. У школі Кріс подавав гарні надії як гравець у футбол та бейсбол, однак одного разу на родео зламав руку, в результаті чого на спортивній кар'єрі довелось поставити хрест. Після лікування Кайл намагався потрапити до корпусу морських піхотинців США, однак туди набирали лише тих, хто ніколи не мав переломів кісток. Він намагався потрапити до коммандос та рейнджерів, однак усюди отримував відмови, поки не зустрівся з рекрутером корпусу «морських котиків». Після навчання в початковій військовій школі корпусу, в 1999 році Кайл підписав контракт і офіційно вступив до ВМС США.

## Іракська кампанія
У цілому Кайл їздив до Іраку чотири рази у складі третьої групи «морських котиків». Першою його жертвою стала жінка, яка намагалась підірвати гранатою групу морських піхотинців. Подальші успіхи в кар'єрі Кріса, який проходив службу у складі американського військового контингенту в місті Рамаді, принесли йому прізвисько «Шайтан Аль-Рамаді» та проголошення терористами нагороди за його голову, яка за кількістю вбитих терористів поступово зростала з $21 000 до $80 000.
У 2008 в бою біля міста Садр Кріс зробив свій знаменитий постріл, влучивши в терориста, який намагався підірвати американський патруль з ручного гранатомета, на відстані майже у 2 км.
За чотири тури в Іраку Кріс був двічі поранений, а також пережив шість вибухів саморобних вибухових пристроїв.

## Подальше життя
Після чергового поранення Кайл звільнився з ВМС США та оселився з дружиною в техаському містечку Мідлотіан, де відкрив компанію Craft International, яка спеціалізувалася на тренінгах для американських солдат. З дня свого звільнення Кайл постійно брав участь у групах психологічної підтримки, намагаючись допомогти ветеранам іракської та афганської кампаній відновитися після травм та позбутися посттравматичного синдрому (ПТСР).
У 2012 році видавництво HarperCollins випустило автобіографічну книжку Кріса «Американський снайпер», у якій він детально описав свій досвід, а також неодноразово наголосив, що вважає свою роботу правильною і не відчуває за неї жодних докорів сумління. Автобіографія протрималася 37 тижнів у списку бестселерів «The New York Times» і принесла Крісу чималу славу. У тому ж році Кайл з'явився в реаліті-шоу «Зірки заробляють смужки», де тренував та навчав актора Діна Кейна.
У 2014 році в прокат вийшов однойменний фільм-екранізація режисера Клінта Іствуда, де головну роль зіграв Бредлі Купер.

## Смерть
2 лютого 2013 року Кріс та його компаньйон Чад Літфілд були застрелені на стрільбищі Ranch-Lodge-Resort 25-річним ветераном морської піхоти США Едді Реєм Раутом, який страждав на ПТСР. Причина, з якої Едді відкрив стрілянину, досі невідома, але Раут не тільки страждав від ПТСР, але й провів до цього неповних 2 роки у психіатричних лікарнях. У нього було діагностовано шизофренію. Після убивства він повернувся до своєї сестри і розказав їй про все, вона вже подзвонила в поліцію. Загалом, його стан навіть не дозволяв йому в повній мірі зрозуміти шкоду скоєного. Після нетривалого переслідування поліція схопила Раута, який намагався втекти на позашляховику Кріса Кайла, після того, як він врізався в поліцейську машину. 24 лютого 2015 року Раут був засуджений до довічного позбавлення волі без права перегляду вироку.
Кріса Кайла з військовими почестями було поховано після маршруту, що склав 200 миль (320 км), який траурна процесія проїхала від його дому федеральним шосе № 35, узбіччя якого було заповнене людьми, котрі прийшли провести в останній шлях «Легенду», як звали Кріса його колеги по команді.

## Джес Вентура
В інтерв'ю телебаченню в січні 2012 року Кайл сказав, що в 2006 році вдарив в обличчя колишнього губернатора штату Міннесота та ветерана флоту Джеса Вентуру за фразу, яку той сказав у барі: «„Морські котики“ заслужили на те, щоб утратити кількох чоловік». Цей же випадок, не згадуючи імені Вентури, Кріс описав у своїй автобіографічній книжці. Вентура завжди категорично заперечував і факт бійки, і те, що хоч колись казав щось погане про американських солдатів.
У 2012 році Вентура подав на Кайла позов до суду за наклеп. Після загибелі Кріса Джес переніс позов на його майно, котре відійшло в спадок удові Кайла Теї Рене. Влітку 2014 року вісім із десяти присяжних винесли рішення і засудили Тею до сплати Вентурі 1,8 мільйона доларів США — 500 000 компенсації за наклеп та 1,3 мільйона за незаконне збагачення. У серпні 2014 року суддя залишив цей вирок у силі. Видавництво HarperCollins видалило з усіх видань книжки згадку про бійку та погодилось сплатити за Тею компенсацію за наклеп, але штраф за незаконне збагачення вдова повинна компенсувати своїм майном.
У грудні 2014 року Тея вирішила оскаржити рішення у восьмому апеляційному суді США. Джес Вентура тим часом подав позов проти видавництва, звинувачуючи його в тому, що історія Кайла принесла видавництву мільйонні прибутки через зростання продажу книжки Кайла. Зрештою, судовий процес тривав до грудня 2017 року, коли справу було врегульовано в позасудовому порядку, сума відшкодування, яку Джес Вентура отримав у результаті, є конфіденційною.

## Український переклад
- Американський снайпер [Текст] / Кріс Кайл ; пер. з англ. Андрія Поритко. — Львів : Видавництво Старого Лева, 2016. — 448 с[5].